# Santa Maria del Buon Aiuto nell'Anfiteatro Castrense
Santa Maria del Buon Aiuto ou Igreja de Nossa Senhora da Ajuda é um oratório de Roma, Itália, localizado no rione Esquilino, na piazza Santa Croce in Gerusalemme, encostado na Muralha Aureliana e no Anfiteatro Castrense. É dedicado a Nossa Senhora da Ajuda e uma igreja anexa de Santa Croce in Gerusalemme.

## História
Este oratório foi construído pelo papa Sisto IV em 1476, como relembra a inscrição ainda existente acima do portal principal: "Sixtus IV fundavit MCCCCLXXVI" ("Fundada por Sisto VI, 1476"). Ali é venerada um antiga imagem de Nossa Senhora pintada num afresco que, originalmente, ficava numa edícula ao lado da basílica de Santa Croce in Gerusalemme chamada Santa Maria de Spazolaria. Segundo a tradição, Sisto IV um dia buscou abrigo contra uma forte tempestade nesta edícola e invocou a ajuda de Nossa Senhora. Passado o apuro, ordenou que a imagem fosse retirada dali e que fosse construída uma igreja com o título de "del Buon Aiuto" (ou "do Socorro").
O oratório tem uma forma muito simples: na fachada está uma porta com uma arquitrave em travertino e uma janela encimada por um diminuto campanário.